# Somalo
De Somalo is de voormalige officiële munteenheid van het Trustgebied Somalië, beheerd door Italië van 1950 tot 1960, en vervolgens van de Republiek Somalië van 1960 tot 1962. Het werd vervangen door de Somalische shilling.

## Monetaire geschiedenis
Op 27 januari 1950 kreeg Italië op bevel van de Trustschapsraad van de Verenigde Naties toestemming om het financiële beheer van dit gebied te beheren, dat vóór 1943 Italiaans-Somaliland heette en sindsdien onder Brits bestuur stond. In mei daaropvolgend werd de Somalo, verdeeld in 100 centesimi, gecreëerd op gelijke voet met de Oost-Afrikaanse shilling. De Somalische munteenheid is 87,49 Italiaanse lire waard.
Op 15 december 1962 verving Somalië, twee jaar na haar onafhankelijkheid, de Somalo door de Somalische shilling, tegen pariteit.

## Valutaproblemen

### Munten
In 1950 werden koperen munten van 1, 5 en 10 centesimi geslagen. Er werden zilveren munten geslagen van 50 centesimi en 1 somalo.

### Bankbiljetten
Een particuliere naamloze vennootschap, de Cassa per la Circolazione Monetaria della Somalia, gevestigd in Rome, drukte vanaf mei 1950 een waarde van 55 miljoen Somalische bankbiljetten. De geproduceerde bankbiljetten hebben waarden van 1, 5, 10, 50 en 100 Somalo. De onderschriften zijn in het Italiaans en Arabisch. Ze verloren hun status van wettig betaalmiddel op 31 december 1963.